# Jinnathapura, Channarayapatna
Jinnathapura là một làng thuộc tehsil Channarayapatna, huyện Hassan, bang Karnataka, Ấn Độ.